# 阿克苏博物馆
阿克苏博物馆，又名阿克苏地区博物馆，位于中国新疆维吾尔自治区阿克苏地区阿克苏市西大街27号，2009年5月成为首批国家三级博物馆。

## 历史
阿克苏博物馆建于1997年，是阿克苏地区的第一个综合性博物馆。起初展厅面积只有400平方米，设“新疆古代钱币”、“民族民俗文物”、“龟兹临摹壁画”等几个专题陈列，展示形式单一，年均接待游客仅3,000人次。2007年初，阿克苏博物馆开始建设新馆。2008年6月29日，阿克苏博物馆新馆举行竣工仪式。2009年1月22日，阿克苏博物馆新馆开馆。新馆的总投资为4,250万元人民币，其中对口支援阿克苏地区的上海市出资1,500万元人民币。新馆占地8.7亩，建筑面积为5,309平方米，为钢结构的四层建筑，由上海现代建筑设计集团邢同和设计。新馆外观以龟兹文化的菱形格、维吾尔族特色的艾德莱丝绸为设计元素，呈一个个红、黄、绿、蓝色的色块。新馆分为历史文化专题陈列馆、公共休闲区、学术报告厅、办公区、文物库房和电器设备区六个部分。其中，历史文化专题陈列馆分为四个展厅，即三个常设陈列厅（“龟兹历史文化厅”、“多浪民俗文化厅”、“新疆古代货币厅”）和一个临时展厅。新馆采用了多种现代化高科技手段进行展示。
阿克苏博物馆有藏品2,163件，其中国家一级文物4件，国家二级文物16件，国家三级文物35件。三个常设展览展出的文物达1,239件。